# Ichneumon flavescens
Ichneumon flavescens är en stekelart som beskrevs av Gmelin 1790. Ichneumon flavescens ingår i släktet Ichneumon och familjen brokparasitsteklar. Inga underarter finns listade i Catalogue of Life.